# 本音バナナ
『本音バナナ』（ほんねばなな）とは、フジテレビ系列で2009年4月5日の深夜2:00-3:00（JST）に新感覚字幕ドラマとして放送されたテレビドラマである。

## あらすじ
ある日、主人公モナ子は宅配便で送られてきた『本音が見えるバナナ』を食べてしまったことで、他人の本音が見える能力を持ってしまう。それからというもの、異性に好意を持っても本音が見えた途端冷めてしまい、恋愛が出来なくなってしまう。そんな中、親友のセッティングで自宅で3対3の合コンを開くことに。果たしてモナ子は王子を見つけることが出来るのか。

## キャスト
- 夏目モナ子：菊井亜希
- 西園寺金持：狩野英孝
- トム駒込：三浦力
- サチ：花形綾沙
- リカ：永池南津子
- 佃島一平：弓削智久
- 川口りさ

## スタッフ
- 脚本：龍樹
- 企画：太田大
- プロデューサー：中山和記（バンエイト）
- 演出：高丸雅隆（共同テレビ）
- 制作：フジテレビ、バンエイト